# シウダーウニベルシタリア駅

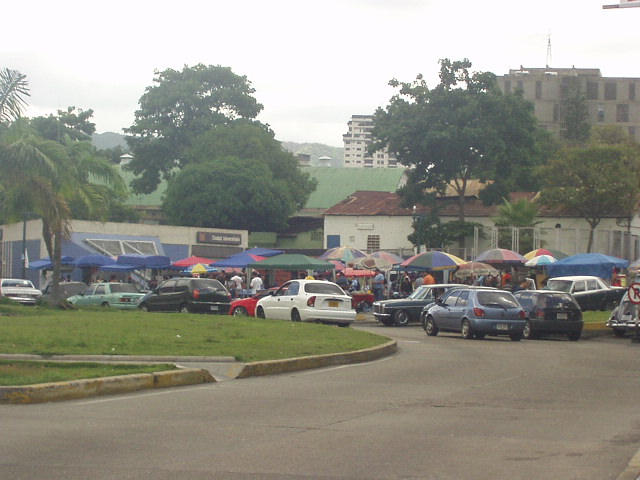
駅の出口（2004年6月）

シウダ・ウニベルシタリア駅（シウダ・ウニベルシタリアえき、Estación Ciudad Universitaria) は、ベネズエラのカラカスにあるカラカス地下鉄3号線の地下鉄駅である。首都地区リベルタドル市サンペドロ区に位置し、近くにベネズエラ中央大学がある。シウダ・ウニベルシタリアとは大学都市の意。1994年12月18日開業。

## 駅の構造

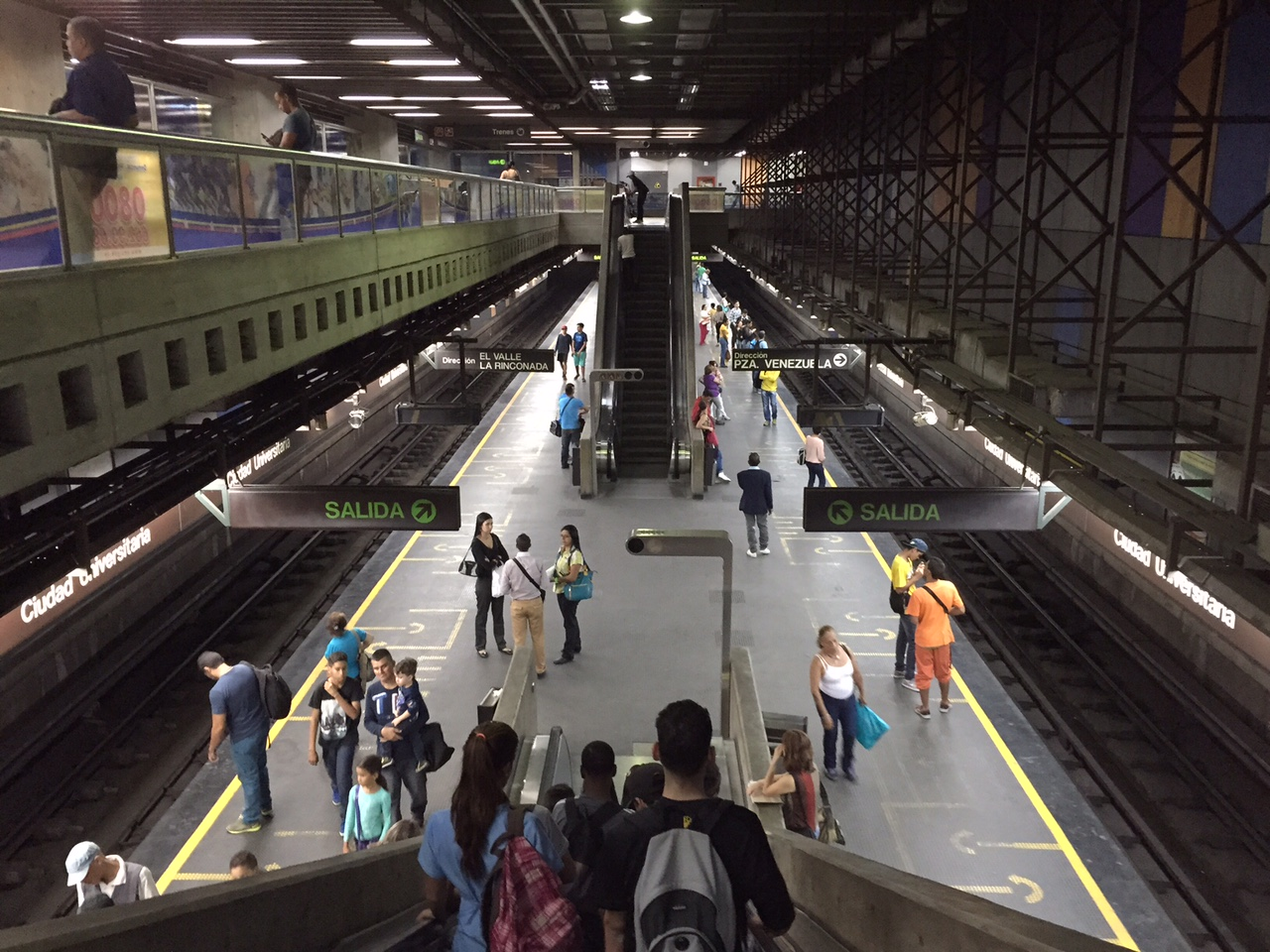
ホーム

イルストレス遊歩道の下にある。地下2階がホーム、地下1階が改札と切符売り場である。

## 駅の周辺
駅の北西に、ベネズエラ中央大学(Universidad Central de Venezuela, UCV) がある。また周辺にオリンピックスタジアムやアウラ・マグナ、エスタディオ・ウニベルシタリオ・デ・カラカスがある。

## 隣の駅
プラサ・ベネスエラ駅 - シウダ・ウニベルシタリア駅 - ロス・シンボロス駅